# 山本敬
山本 敬（やまもと たかし、1974年 - ）は、三重県生まれ、日本酒を世界中の人に楽しんでもらう利き酒師。

## 人物
1996年、筑波大学理工学群工学システム学類卒業。アメリカ合衆国と中華人民共和国に留学後、2004年にSSI認定利き酒師の資格取得。1998年に盛田に就職し、酒造・営業を経験、北京代表部に駐在。2012年には、上海「元気な日本」展示会にて、上海総領事館と合同で中文の日本酒パンフレットを制作し外国人向けに日本酒を紹介。日本酒は日本の秀でた文化と自負し、日本酒を世界に広める活動に力を注いでいる。
2012年、国際社会で顕著な活動を行い世界で『日本』の発信に貢献した業績をもとに、外国人プレス関係者により構成される、世界で活躍し『日本』を発信する日本人プロジェクトより、内閣府から世界で活躍し『日本』を発信する日本人（英語名：Profiles of "Passion without borders" Japanese）の一人に選ばれた